# Élections législatives de 1968 en Moselle
Les élections législatives françaises de 1968 se déroulent les 23 et 30 juin 1968. Dans le département de la Moselle, huit députés sont à élire dans le cadre de huit circonscriptions.

## Élus
| Circonscription | Député sortant     | Parti | Parti   | Député élu ou réélu | Parti | Parti |
| --------------- | ------------------ | ----- | ------- | ------------------- | ----- | ----- |
| 1re             | Raymond Mondon     |       | RI      | Raymond Mondon      |       | RI    |
| 2e              | Joseph Schaff      |       | CD      | Pierre Kédinger     |       | UDR   |
| 3e              | César Depietri     |       | PCF     | Léon Arnould        |       | RI    |
| 4e              | Maurice Schnebelen |       | RI      | Maurice Schnebelen  |       | RI    |
| 5e              | Julien Schvartz    |       | UDR     | Julien Schvartz     |       | UDR   |
| 6e              | Jean Coumaros      |       | UDR     | Jean Coumaros       |       | UDR   |
| 7e              | Étienne Hinsberger |       | UDR     | Étienne Hinsberger  |       | UDR   |
| 8e              | Georges Thomas     |       | Modérés | Pierre Messmer      |       | UDR   |

## Résultats

### Résultats à l'échelle du département
| Parti                                                 | Parti                                                 | Parti                                          | Premier tour | Premier tour | Second tour | Second tour | Sièges |
| Parti                                                 | Parti                                                 | Parti                                          | Voix         | %            | Voix        | %           | Sièges |
| ----------------------------------------------------- | ----------------------------------------------------- | ---------------------------------------------- | ------------ | ------------ | ----------- | ----------- | ------ |
|                                                       |                                                       | Union pour la défense de la République         | 120 369      | 32,55        | 40 508      | 24,26       | 5      |
|                                                       | Républicains indépendants                             | 74 688                                         | 20,20        | 50 959       | 30,51       | 3           |        |
|                                                       | Divers droite (gaulliste)                             | 9 274                                          | 2,51         | Retrait      | Retrait     | 0           |        |
| Total Union des républicains de progrès               | Total Union des républicains de progrès               | 204 331                                        | 55,25        | 91 467       | 54,77       | 8           |        |
|                                                       |                                                       | Centre démocrate                               | 62 925       | 17,01        | 39 340      | 23,56       | 0      |
| Total Progrès et démocratie moderne                   | Total Progrès et démocratie moderne                   | 62 925                                         | 17,01        | 39 340       | 23,56       | 0           |        |
|                                                       | Parti communiste français                             | Parti communiste français                      | 50 707       | 13,71        | 36 183      | 21,67       | 0      |
|                                                       |                                                       | Section française de l'Internationale ouvrière | 13 466       | 3,64         |             |             | 0      |
|                                                       | Parti socialiste unifié                               | 12 446                                         | 3,37         | 0            |             |             |        |
|                                                       | Parti radical                                         | 3 993                                          | 1,08         | 0            |             |             |        |
|                                                       | Convention des institutions républicaines             | 2 431                                          | 0,66         | 0            |             |             |        |
|                                                       | Divers gauche                                         | 1 598                                          | 0,43         | 0            |             |             |        |
| Total Fédération de la gauche démocrate et socialiste | Total Fédération de la gauche démocrate et socialiste | 33 934                                         | 9,18         | 0            |             |             |        |
|                                                       | Parti socialiste unifié                               | Parti socialiste unifié                        | 13 585       | 3,67         | Retrait     | Retrait     | 0      |
|                                                       | Modérés                                               | Modérés                                        | 3 458        | 0,94         |             |             | 0      |
|                                                       | Radical socialiste (hors FGDS)                        | Radical socialiste (hors FGDS)                 | 884          | 0,24         | 0           |             |        |
|                                                       |                                                       |                                                |              |              |             |             |        |
| Inscrits                                              | Inscrits                                              | Inscrits                                       | 484 432      | 100,00       | 234 315     | 100,00      | 8      |
| Abstentions                                           | Abstentions                                           | Abstentions                                    | 105 703      | 21,82        | 62 488      | 26,67       |        |
| Votants                                               | Votants                                               | Votants                                        | 378 729      | 78,18        | 171 827     | 73,33       |        |
| Blancs et nuls                                        | Blancs et nuls                                        | Blancs et nuls                                 | 8 905        | 2,35         | 4 837       | 2,82        |        |
| Exprimés                                              | Exprimés                                              | Exprimés                                       | 369 824      | 97,65        | 166 990     | 97,18       |        |

### Résultats par circonscription

#### Première circonscription (Metz-I)
|                | Raymond Mondon sortant réélu | RI (URP)       | 37 300 | 61,32  |  |  |  |
|                | Claude Brixhe                | PSU (FGDS)     | 12 446 | 20,46  |  |  |  |
|                | Arthur Buchmann              | PCF            | 11 085 | 18,22  |  |  |  |
|                |                              |                |        |        |  |  |  |
| Inscrits       | Inscrits                     | Inscrits       | 81 432 | 100,00 |  |  |  |
| Abstentions    | Abstentions                  | Abstentions    | 18 995 | 23,33  |  |  |  |
| Votants        | Votants                      | Votants        | 62 437 | 76,67  |  |  |  |
| Blancs et nuls | Blancs et nuls               | Blancs et nuls | 1 606  | 2,57   |  |  |  |
| Exprimés       | Exprimés                     | Exprimés       | 60 831 | 97,43  |  |  |  |

#### Deuxième circonscription (Metz-II)
| Candidat       | Candidat              | Parti          | Premier tour | Premier tour | Second tour | Second tour |  |
| Candidat       | Candidat              | Parti          | Voix         | %            | Voix        | %           |  |
| -------------- | --------------------- | -------------- | ------------ | ------------ | ----------- | ----------- |  |
|                | Pierre Kédinger élu   | UDR (URP)      | 17 314       | 42,39        | 20 298      | 53,99       |  |
|                | Joseph Schaff sortant | CD (PDM)       | 16 184       | 39,63        | 17 298      | 46,01       |  |
|                | Maurice Weisberg      | Radical (FGDS) | 3 993        | 9,78         |             |             |  |
|                | Gabriel Naumer        | PCF            | 3 351        | 8,2          |             |             |  |
|                |                       |                |              |              |             |             |  |
| Inscrits       | Inscrits              | Inscrits       | 54 230       | 100,00       | 54 222      | 100,00      |  |
| Abstentions    | Abstentions           | Abstentions    | 12 566       | 23,17        | 15 250      | 28,13       |  |
| Votants        | Votants               | Votants        | 41 664       | 76,83        | 38 972      | 71,87       |  |
| Blancs et nuls | Blancs et nuls        | Blancs et nuls | 822          | 1,97         | 1 376       | 3,53        |  |
| Exprimés       | Exprimés              | Exprimés       | 40 842       | 98,03        | 37 596      | 96,47       |  |

#### Troisième circonscription (Thionville-Ouest)
| Candidat       | Candidat               | Parti          | Premier tour | Premier tour | Second tour | Second tour |  |
| Candidat       | Candidat               | Parti          | Voix         | %            | Voix        | %           |  |
| -------------- | ---------------------- | -------------- | ------------ | ------------ | ----------- | ----------- |  |
|                | Léon Arnould élu       | RI (URP)       | 21 933       | 43,67        | 28 116      | 56,79       |  |
|                | César Depietri sortant | PCF            | 14 728       | 29,32        | 21 390      | 43,21       |  |
|                | Victor Madelaine       | PSU            | 10 248       | 20,4         | Retrait     | Retrait     |  |
|                | Paul Brier             | CIR (FGDS)     | 2 431        | 4,84         |             |             |  |
|                | Claude Fargeot         | Radical        | 884          | 1,76         |             |             |  |
|                |                        |                |              |              |             |             |  |
| Inscrits       | Inscrits               | Inscrits       | 66 244       | 100,00       | 66 231      | 100,00      |  |
| Abstentions    | Abstentions            | Abstentions    | 15 008       | 22,66        | 15 112      | 22,82       |  |
| Votants        | Votants                | Votants        | 51 236       | 77,34        | 51 119      | 77,18       |  |
| Blancs et nuls | Blancs et nuls         | Blancs et nuls | 1 012        | 1,98         | 1 613       | 3,16        |  |
| Exprimés       | Exprimés               | Exprimés       | 50 224       | 98,02        | 49 506      | 96,84       |  |

#### Quatrième circonscription (Thionville-Est)
| Candidat       | Candidat                         | Parti                     | Premier tour | Premier tour | Second tour | Second tour |  |
| Candidat       | Candidat                         | Parti                     | Voix         | %            | Voix        | %           |  |
| -------------- | -------------------------------- | ------------------------- | ------------ | ------------ | ----------- | ----------- |  |
|                | Maurice Schnebelen sortant réélu | RI (URP)                  | 15 455       | 36,04        | 22 843      | 57,27       |  |
|                | Paul Dalmar                      | Divers droite (Gaulliste) | 9 274        | 21,63        | Retrait     | Retrait     |  |
|                | René de Matteis                  | PCF                       | 6 763        | 15,77        | 9 242       | 23,17       |  |
|                | Sylvie de Sélancy                | CD (PDM)                  | 6 432        | 15           | 7 800       | 19,56       |  |
|                | Marcel Grégoire                  | PSU                       | 3 337        | 7,78         |             |             |  |
|                | Lucien Klein                     | SFIO (FGDS)               | 1 622        | 3,78         |             |             |  |
|                |                                  |                           |              |              |             |             |  |
| Inscrits       | Inscrits                         | Inscrits                  | 57 933       | 100,00       | 57 932      | 100,00      |  |
| Abstentions    | Abstentions                      | Abstentions               | 14 052       | 24,26        | 16 989      | 29,33       |  |
| Votants        | Votants                          | Votants                   | 43 881       | 75,74        | 40 943      | 70,67       |  |
| Blancs et nuls | Blancs et nuls                   | Blancs et nuls            | 998          | 2,27         | 1 058       | 2,58        |  |
| Exprimés       | Exprimés                         | Exprimés                  | 42 883       | 97,73        | 39 885      | 97,42       |  |

#### Cinquième circonscription (Saint-Avold)
|                | Julien Schvartz sortant réélu | UDR (URP)      | 32 355 | 62,73  |  |  |  |
|                | Robert Pérussel               | SFIO (FGDS)    | 6 810  | 13,2   |  |  |  |
|                | Norbert Ahr                   | CD (PDM)       | 6 612  | 12,82  |  |  |  |
|                | Marcel Zieder                 | PCF            | 5 801  | 11,25  |  |  |  |
|                |                               |                |        |        |  |  |  |
| Inscrits       | Inscrits                      | Inscrits       | 68 483 | 100,00 |  |  |  |
| Abstentions    | Abstentions                   | Abstentions    | 15 459 | 22,57  |  |  |  |
| Votants        | Votants                       | Votants        | 53 024 | 77,43  |  |  |  |
| Blancs et nuls | Blancs et nuls                | Blancs et nuls | 1 446  | 2,73   |  |  |  |
| Exprimés       | Exprimés                      | Exprimés       | 51 578 | 97,27  |  |  |  |

#### Sixième circonscription (Forbach)
| Candidat       | Candidat                    | Parti          | Premier tour | Premier tour | Second tour | Second tour |  |
| Candidat       | Candidat                    | Parti          | Voix         | %            | Voix        | %           |  |
| -------------- | --------------------------- | -------------- | ------------ | ------------ | ----------- | ----------- |  |
|                | Jean Coumaros sortant réélu | UDR (URP)      | 19 633       | 46,71        | 20 210      | 50,52       |  |
|                | Jean Muller                 | CD (PDM)       | 13 193       | 31,39        | 14 242      | 35,6        |  |
|                | Erwin Maurer                | PCF            | 6 218        | 14,79        | 5 551       | 13,88       |  |
|                | Gabriel Mai                 | SFIO (FGDS)    | 2 991        | 7,12         |             |             |  |
|                |                             |                |              |              |             |             |  |
| Inscrits       | Inscrits                    | Inscrits       | 55 941       | 100,00       | 55 930      | 100,00      |  |
| Abstentions    | Abstentions                 | Abstentions    | 12 705       | 22,71        | 15 137      | 27,06       |  |
| Votants        | Votants                     | Votants        | 43 236       | 77,29        | 40 793      | 72,94       |  |
| Blancs et nuls | Blancs et nuls              | Blancs et nuls | 1 201        | 2,78         | 790         | 1,94        |  |
| Exprimés       | Exprimés                    | Exprimés       | 42 035       | 97,22        | 40 003      | 98,06       |  |

#### Septième circonscription (Sarreguemines)
|                | Étienne Hinsberger sortant réélu | UDR (URP)      | 19 562 | 51,72  |  |  |  |
|                | Robert Pax                       | CD (PDM)       | 11 579 | 30,62  |  |  |  |
|                | René Lejeune                     | Modérés        | 3 458  | 9,14   |  |  |  |
|                | Jean Kara                        | SFIO (FGDS)    | 2 043  | 5,4    |  |  |  |
|                | François Kretz                   | PCF            | 1 178  | 3,11   |  |  |  |
|                |                                  |                |        |        |  |  |  |
| Inscrits       | Inscrits                         | Inscrits       | 46 054 | 100,00 |  |  |  |
| Abstentions    | Abstentions                      | Abstentions    | 7 482  | 16,25  |  |  |  |
| Votants        | Votants                          | Votants        | 38 572 | 83,75  |  |  |  |
| Blancs et nuls | Blancs et nuls                   | Blancs et nuls | 752    | 1,95   |  |  |  |
| Exprimés       | Exprimés                         | Exprimés       | 37 820 | 98,05  |  |  |  |

#### Huitième circonscription (Sarrebourg)
|                | Pierre Messmer élu  | UDR (URP)      | 31 505 | 72,24  |  |  |  |
|                | Jean-Marie Heckmann | CD (PDM)       | 8 925  | 20,47  |  |  |  |
|                | Gérard Weisberg     | FGDS           | 1 598  | 3,66   |  |  |  |
|                | Oscar Ladurelle     | PCF            | 1 583  | 3,63   |  |  |  |
|                |                     |                |        |        |  |  |  |
| Inscrits       | Inscrits            | Inscrits       | 54 115 | 100,00 |  |  |  |
| Abstentions    | Abstentions         | Abstentions    | 9 436  | 17,44  |  |  |  |
| Votants        | Votants             | Votants        | 44 679 | 82,56  |  |  |  |
| Blancs et nuls | Blancs et nuls      | Blancs et nuls | 1 068  | 2,39   |  |  |  |
| Exprimés       | Exprimés            | Exprimés       | 43 611 | 97,61  |  |  |  |